# Браво (авіакомпанія)
Браво (Bravo Airways) — українська чартерна авіакомпанія, що базується в Міжнародному аеропорту «Жуляни».

## Про авіакомпанію
Авіакомпанія «Bravo Airways» заснована 2 квітня 2012 року. Ліцензія Державної авіаційної служби України на надання послуг з перевезення пасажирів, вантажу повітряним транспортом була отримана 3 квітня 2012 року, а 5 квітня 2012 року Державіаслужбою був виданий сертифікат експлуатанта.
12 липня Міністерство інфраструктури України опублікувало рейтинг непунктуальних авіаперевізників, в якому компанія зайняла третє місце. За червень 2018-го компанія виконала 363 авіарейси, 117 з яких були затримані більше ніж на 2 години, що складає 32 % від загальної кількості авіарейсів цієї компанії. Гірші показники мають тільки Anda Air 33 % та Atlasjet Ukraine 36 %.
Основним видом діяльності Bravo Airways є пасажирські перевезення: регулярні та чартерні.
В червні 2018 року авіакомпанія розпочала регулярні рейси з Харкова, Херсона та Києва (Жуляни) до польського міста Люблін. Авіакомпанія орієнтується в основному на перевезення студентів та заробітчан.
В червні 2018 року, не зробивши жодного авіарейсу до Харкова, компанія скасувала сполучення з Любліном. Офіційною причиною скасування став малий пасажиропотік. З 12 липня відмінено авіарейси Херсон — Люблін по середам та Люблін — Херсон по четвергам.
У 2018 році авіакомпанія запустила бренд FlyErbil, для виконання польотів з Ербілю до європейських міст з пересадкою у Києві.
15 травня 2024 року Господарський суд міста Києва оголосив про банкрутство чартерної авіакомпанії Bravo Airways.

## Статистика
Станом на 2017 рік авіакомпанія перевезла 205 000 як власних, так і пасажирів українських компаній-партнерів Компанія широко відома своїми затримками та скасуваннями рейсів. Більшість опитаних туристів, що користувалися послугами цієї компанії, не виявили бажання літати з цією компанією знову.

## Базування
Літаки авіакомпанії базуються в Міжнародному аеропорту «Жуляни».
Від часу заснування Bravo Airways виконує польоти авіакомпаній-партнерів за договорами ACMI. Bravo Airways експлуатує середньо-магістральні літаки Boeing 737.

## Безпека
В авіакомпанії впроваджена система управління безпекою польотів та якості відповідно до чинних норм ICAO

## Інциденти
- 14 червня 2018 року, о 20:40 (за київським часом), літак McDonnell Douglas MD-83 із бортовим номером UR-CPR при заході на посадку на летовищі Жуляни за складних погодних умов викотився[6] зі злітної смуги. Загиблих не було.

- 28 червня 2018 року близько 800 туристів з України не могли вилетіти з Тунісу внаслідок конфлікту з Oasis Travel. Авіакомпанія Bravo Airways і турфірма звинувачують один одного у невиконанні зобов'язань, що призвело до затримок з вильотами. За твердженням ЗМІ, Oasis Travel заборгував перевізнику більше млн. доларів. І навпаки, за словами міністра інфраструктури України Володимира Омеляна, з якою у Oasis Travel конфлікт, 650 туристів вивезла в Україну за свій рахунок авіакомпанія Bravo Airways[7][8][9].

## Напрямки

### Азія
Грузія
- Батумі — Міжнародний аеропорт «Батумі»
- Кутаїсі — Міжнародний аеропорт Кутаїсі
- Тбілісі — Міжнародний аеропорт «Тбілісі»

 Іран
- Тегеран — Міжнародний аеропорт Імам Хомейні

 Йорданія
- Амман — Амман (аеропорт)

 Ліван
- Бейрут — Бейрут (аеропорт)

 Туреччина
- Анталія — Міжнародний аеропорт Анталія, чартер
- Бодрум — Бодрум (аеропорт), чартер
- Даламан — Даламан (аеропорт), чартер

### Європа
Албанія
- Тирана — Міжнародний аеропорт Тирани чартер

 Болгарія
- Бургас — Бургас (аеропорт) чартер

 Греція
- Іракліон — Міжнародний аеропорт «Іракліон» імені Нікоса Казандзакіса чартер

 Мальта
- Валлетта — Мальта (аеропорт) чартер

 Чорногорія
- Подгориця — Подгориця (аеропорт) чартер
- Тиват — Тиват (аеропорт) чартер

 Польща
- Люблін — Люблін (аеропорт)

 Україна
- Херсон — Міжнародний аеропорт «Херсон»
- Харків — Міжнародний аеропорт «Харків»
- Київ — Міжнародний аеропорт «Київ» базовий
- Одеса — Міжнародний аеропорт «Одеса»
- Вінниця — Гавришівка (аеропорт)

### Африка
Туніс
- Монастір — Монастір (аеропорт) сезонний
- Джерба — Джерба (аеропорт) чартер
- Туніс — Туніс (аеропорт)

## Флот
Флот the Bravo Airways на жовтень 2019
| Тип            | В дії | Замовлено | Пасажирів | Пасажирів | Примітки |
| Тип            | В дії | Замовлено | Y         | Загалом   | Примітки |
| -------------- | ----- | --------- | --------- | --------- | -------- |
| Boeing 737—500 | 2     | —         | 132       | 132       |          |
|                |       |           |           |           |          |
| Загалом        | 2     |           |           |           |          |

Середній вік літаків на жовтень 2019 року — 27,5 років.